# 维多利亚女王纪念碑 (尼斯)

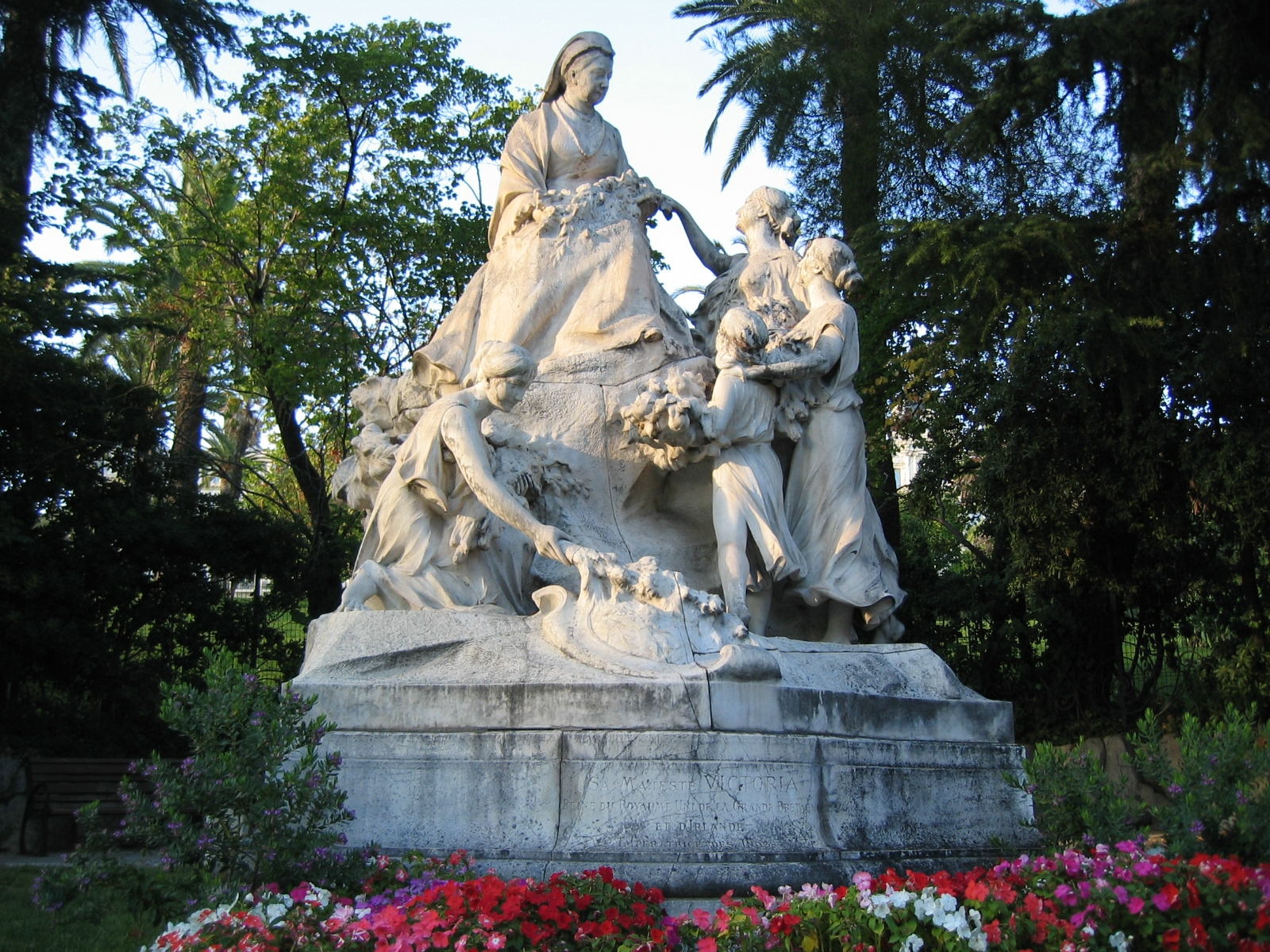

维多利亚女王纪念碑（Monument à la reine Victoria）位于法国尼斯的西米埃兹区，在1912年由雕塑家 Louis Maubert 完成，他在1887年至1899年经常在尼斯越冬.它位于西米埃兹大道（boulevard de Cimiez ）和维多利亚女王大街（avenue de la reine Victoria）的拐角处。1992年7月6日列为法国历史古迹。
维多利亚女王从1895年连续五个冬天在尼斯度过，住在西米埃兹大酒店和Excelsior Hôtel Regina。她于1901年去世后，尼斯人建立了这座纪念碑。
这组白色大理石雕像代表维多利亚女王以及尼斯、戛纳、格拉斯和芒通四个城市。  